# Elecciones generales de Suecia de 1936

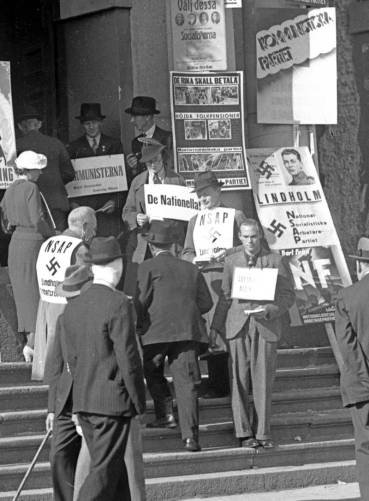
Activistas políticos entregando papeletas de sus partidos, en las afueras de una cabina de votación.

Las elecciones generales de Suecia fueron realizadas el 20 de septiembre de 1936. El Partido Socialdemócrata Sueco se posicionó como el partido más grande, tras obtener 112 de los 230 escaños en la Segunda Cámara del Riksdag.

## Resultados
| Partido                           | Votos     | %    | Escaños | +/–   |
| --------------------------------- | --------- | ---- | ------- | ----- |
| Partido Socialdemócrata Sueco     | 1.338.120 | 45.9 | 112     | +8    |
| Partido de la Coalición Moderada  | 512.781   | 17.6 | 44      | –14   |
| Partido del Centro                | 418.840   | 14.4 | 36      | 0     |
| Partido Popular Liberal           | 376.161   | 12.9 | 27      | +3    |
| Partido Socialista de Suecia      | 127.832   | 4.4  | 6       | 0     |
| Partido de la Izquierda           | 96.519    | 3.3  | 5       | +3    |
| Liga Nacional de Suecia           | 26.750    | 0.9  | 0       | Nuevo |
| Partido Nacionalsocialista Obrero | 17.483    | 0.6  | 0       | Nuevo |
| Partido Nacional Socialista Sueco | 3.025     | 0.1  | 0       | 0     |
| Otros partidos                    | 242       | 0.0  | 0       | 0     |
| Votos en blanco/nulos             | 8.023     | –    | –       | –     |
| Total                             | 2.925.776 | 100  | 230     | 0     |
| Participación electoral           | 3.924.598 | 74.5 | –       | –     |
| Fuente: Nohlen & Stöver           |           |      |         |       |